# Palaghiaccio olimpico di Torre Pellice Giorgio Cotta Morandini
Il Palaghiaccio olimpico di Torre Pellice "Giorgio Cotta Morandini", noto anche come Pala Cotta Morandini, è lo stadio del ghiaccio di Torre Pellice.
Venne progettato nel 2002, in vista delle Olimpiadi di Torino 2006, dall'architetto bolzanino Claudio Lucchin, assieme allo studio De Ferrari e allo studio Lee (che hanno progettato anche il Palaghiaccio Tazzoli). Fu poi realizzato tra il 2003 ed il 2006, ma inaugurato già nel dicembre del 2005.
Durante quelle Olimpiadi, la nuova arena del ghiaccio ospitò le sessioni di allenamento e, l’anno successivo, divenne il luogo delle competizioni dell'Universiade. 
Nel gennaio 2025, il "Cotta Morandini" ha ospitato alcune gare del torneo di hockey su ghiaccio ai Giochi FISU.
Principalmente ospita incontri di hockey su ghiaccio (è la pista di casa dell'HC Valpellice), ma è aperto anche al pattinaggio ricreativo, al pattinaggio artistico, e al broomball.